# Ørnfjorden

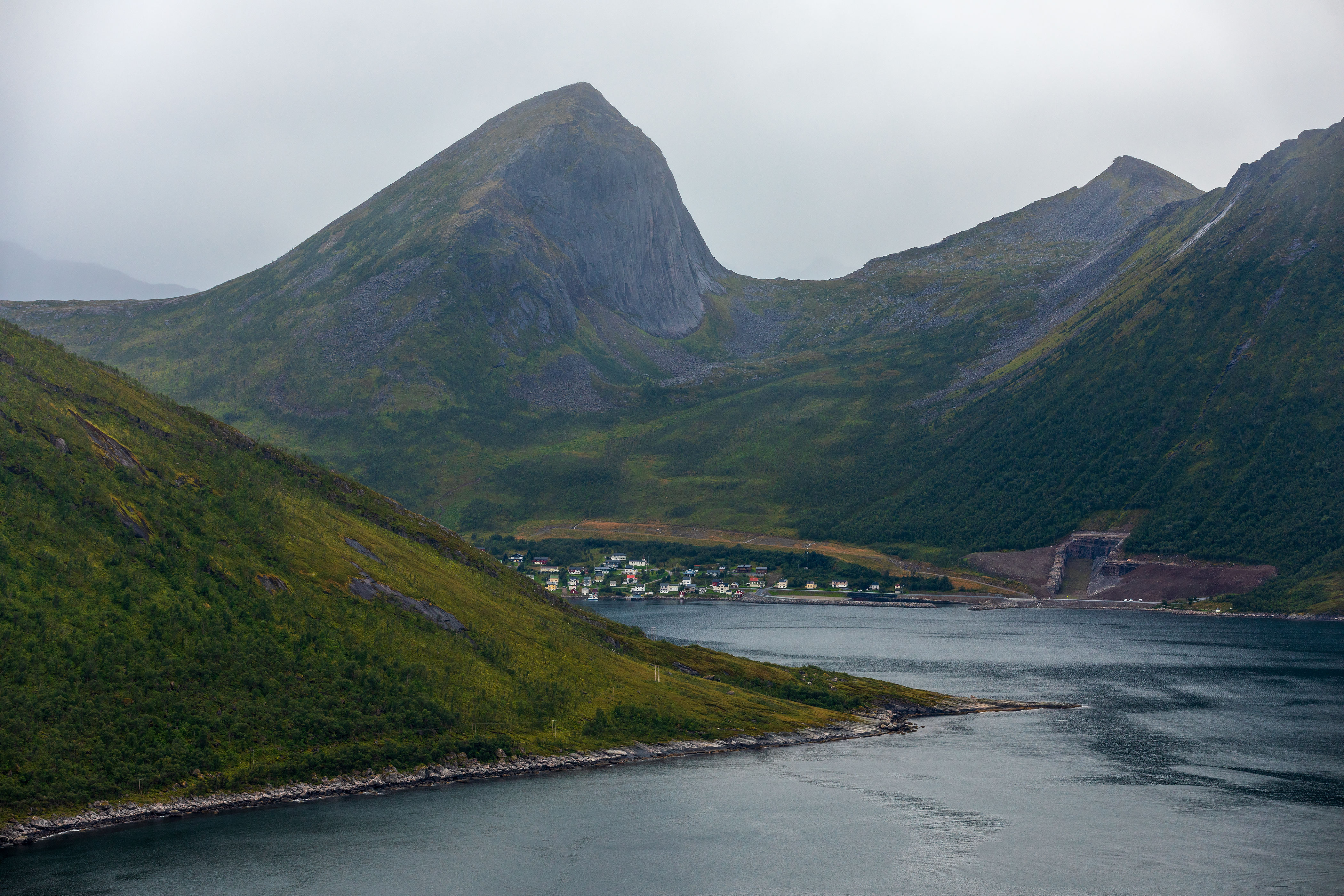
Ørnfjorden och fiskeläget Fjordgård, med Keipneset i förgrunden och fjället Segla i bakgrunden.

Ørnfjorden är en fjordarm av Øyfjorden på ön Senja i Senja kommun i Troms fylke i norra Norge. Fjorden är cirka fyra kilometer lång. Den har sitt inlopp mellan Purkneset i väster och Keipneset i öster och går i söder över i viken Ørnfjordbotnen. Fjorden ligger mellan de branta bergen Grytetippen (885 meter över havet) och Barden (659 meter över havet).
Fiskeläget Fjordgård ligger på västra sidan av fjorden, strax söder om Purkneset. På östsidan är den enda bosättningen gården Ørnfjordbotn längst in i fjorden. Fylkesväg 7884 går längs västsidan av fjorden.
Tidigare har området kring fjorden tillhört dåvarande Hillesøy kommun, därefter dåvarande Lenviks kommun.